# Romain Grange
Romain Grange (Châteauroux, 21 luglio 1988) è un ex calciatore francese, di ruolo centrocampista.

## Carriera
Inizia a giocare nel settore giovanile dello Châteauroux, con cui nel 2006 esordisce con la squadra riserve; fa il suo esordio in prima squadra nel 2009, anno in cui gioca 3 partite in Ligue 2, la seconda divisione francese. L'anno seguente scende in campo in 19 occasioni, segnando anche i suoi primi 3 gol tra i professionisti. Rimane nella squadra della sua città natale per altre due stagioni, entrambe in Ligue 2, per poi passare all'inizio della stagione 2012-2013 al Nancy, con cui gioca 19 partite in Ligue 1, la prima divisione francese francese. A fine anno la squadra retrocede in Ligue 2, e lui viene riconfermato in squadra, restando poi nel club anche durante la stagione 2014-2015. Successivamente gioca nella seconda divisione francese anche con il Paris FC durante la stagione 2015-2016, per poi vestire per un biennio (dal 2016 al 2018) la maglia dello Niort. Nella stagione 2018-2019 gioca invece 18 partite nella prima divisione belga con la maglia del Charleroi, per poi trascorrere un periodo in prestito al Grenoble. Dal 2019 al 2023 gioca nuovamente nello Chateauroux.